# Offentligt domæne
Offentligt domæne eller Public domain, ofte forkortet PD, også kaldet det åndelige fælleseje, er et begreb der anvendes indenfor ophavsret, og betyder at et værk er  offentlig ejendom. Det vil sige at værket er fælleseje, og dermed er fri for ophavsret.
Årsagen til, at noget således er i offentlig ejendom, er typisk enten, at ophavsretten er udløbet, eller at det pågældende ikke har værkshøjde. Således tilhører såvel simple elementer (for eksempel en cirkel, tonen C, farven rød), såvel som værker hvortil ophavsretten er udløbet, det åndelige fælleseje. Det ses også ofte, at værkets skaber overlader værket til public domain – dvs. frasiger sig ophavsretten. Efter dansk ret er det tvivlsomt hvad virkningen er heraf.